# آزادتپه ب
آزادتپه ب مربوط به دوران‌های تاریخی پس از اسلام است و در شهرستان گرگان، بخش مرکزی، روستای هاشم‌آباد واقع شده و این اثر در تاریخ ۱۰ بهمن ۱۳۸۳ با شمارهٔ ثبت ۱۱۲۸۷ به‌عنوان یکی از آثار ملی ایران به ثبت رسیده است.